# Коцелева (община)
Коцелева (серб. Коцељева) — община в Сербии, входит в Мачванский округ.
Население общины составляет 14 650 человек (2007 год), плотность населения составляет 57 чел./км². Занимаемая площадь — 257 км², из них 71,8 % используется в промышленных целях.
Административный центр общины — село Коцелева. Община Коцелева состоит из 17 населённых пунктов, средняя площадь населённого пункта — 15,1 км².

## Статистика населения общины
| Год  | Население, чел. |
| ---- | --------------- |
| 1991 | 16 973          |
| 2001 | 15 741          |
| 2002 | 15 577          |
| 2003 | 15 398          |
| 2004 | 15 221          |
| 2005 | 15 038          |
| 2006 | 14 866          |
| 2007 | 14 650          |